# Marin (Laténa)
Marin (toponimo francese) è una località del comune svizzero di Laténa (Canton Neuchâtel).

## Geografia fisica
Marin si trova all'estremità nordorientale del lago di Neuchâtel.

## Storia

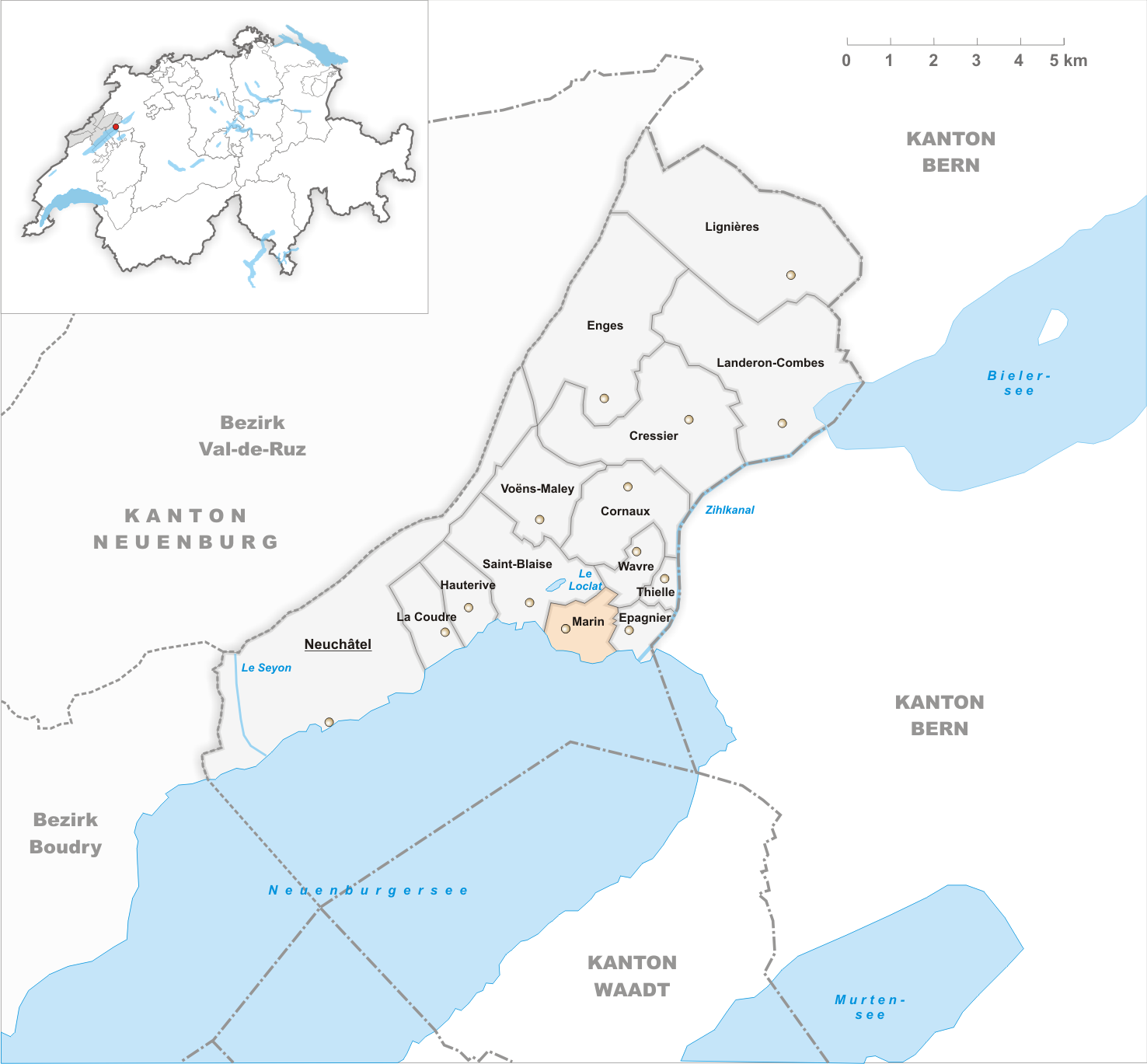
Il territorio del comune di Marin prima degli accorpamenti comunali del 1888

Già comune autonomo che si estendeva per 1,64 km², nel 1888 fu accorpato all'altro comune soppresso di Epagnier per formare il nuovo comune di Marin-Epagnier, il quale a sua volta il 1º gennaio 2009 è stato aggregato all'altro comune soppresso di Thielle-Wavre per formare il nuovo comune di La Tène. A partire dal gennaio 2025 fa parte del neocostituito comune di Laténa.

## Infrastrutture e trasporti
Marin è servito dall'omonima uscita dell'autostrada A5, dalla strada principale 5, dalla stazione di Marin-Epagnier sulla ferrovia Berna-Neuchâtel e dalla rete filoviaria di Neuchâtel.